# Lekkoatletyka na Letnich Igrzyskach Olimpijskich 1988 – bieg na 3000 m z przeszkodami mężczyzn
Bieg na 3000 metrów z przeszkodami mężczyzn podczas XXIV Letnich Igrzysk Olimpijskich w Seulu rozegrano 26 (eliminacje), 28 (półfinały) i 20 września 1988 (finał) na Stadionie Olimpijskim. Zwycięzcą został reprezentant Kenii Julius Kariuki, który w finale ustanowił rekord olimpijski uzyskując czas 8:05,61.

## Rekordy
|                   | Zawodnik        | Narodowość | Czas    | Data               | Miejsce  |
| ----------------- | --------------- | ---------- | ------- | ------------------ | -------- |
| Rekord świata     | Henry Rono      | Kenia      | 8:05,4  | 13 maja 1978(dts)  | Seattle  |
| Rekord olimpijski | Anders Gärderud | Szwecja    | 8:08,02 | 28 lipca 1976(dts) | Montreal |

## Wyniki
| Poz. - pozycja |
| – rekord świata \| – rekord krajowy \| – rekord życiowy \| = – wyrównany rekord życiowy \| · – najlepszy wynik w sezonie \| = – wyrównany najlepszy wynik w sezonie \| – rekord olimpijski |
| Fn – falstart \| DNF – nie ukończył \| DNS – nie wystartował \| DSQ – zdyskwalifikowany |

### Eliminacje
Rozegrano trzy biegi eliminacyjne. Do półfinałów awansowało po siedmiu najlepszych zawodników z każdego biegu (Q) oraz pięciu z najlepszymi czasami spośród pozostałych (q).

#### Bieg 1
| Poz. | Zawodnik                | Narodowość        | Rezultat | Uwagi |
| ---- | ----------------------- | ----------------- | -------- | ----- |
| 1    | Raymond Pannier         | Francja           | 8:30,94  | Q     |
| 2    | Mark Rowland            | Wielka Brytania   | 8:31,40  | Q     |
| 3    | Peter Koech             | Kenia             | 8:31,66  | Q     |
| 4    | Alessandro Lambruschini | Włochy            | 8:32,59  | Q     |
| 5    | Adauto Domingues        | Brazylia          | 8:32,77  | Q     |
| 6    | Henry Marsh             | Stany Zjednoczone | 8:33,89  | Q     |
| 7    | Hans Koeleman           | Holandia          | 8:35,20  | Q     |
| 8    | Hector Begeo            | Filipiny          | 8:46,60  | q     |
| 9    | Ramón López             | Paragwaj          | 8:56,06  | q     |
| 10   | Davendra Singh          | Fidżi             | 9:23,50  |       |
| –    | Abdelaziz Sahere        | Maroko            | DSQ      |       |

#### Bieg 2
| Poz. | Zawodnik          | Narodowość        | Rezultat | Uwagi |
| ---- | ----------------- | ----------------- | -------- | ----- |
| 1    | Francesco Panetta | Włochy            | 8:29,75  | Q     |
| 2    | Julius Kariuki    | Kenia             | 8:33,42  | Q     |
| 3    | Azzedine Brahmi   | Algieria          | 8:35,59  | Q     |
| 4    | Brian Diemer      | Stany Zjednoczone | 8:38,40  | Q     |
| 5    | Eddie Wedderburn  | Wielka Brytania   | 8:38,90  | Q     |
| 6    | Bogusław Mamiński | Polska            | 8:45,72  | Q     |
| 7    | Graeme Fell       | Kanada            | 8:51,25  | Q     |
| 8    | Cha Han-sik       | Korea Południowa  | 8:59,82  |       |
| 9    | Ikaji Salum       | Tanzania          | 9:10,36  |       |
| –    | Emilio Ulloa      | Chile             | DNF      |       |
| –    | Béla Vágó         | Węgry             | DNS      |       |

#### Bieg 3
| Poz. | Zawodnik           | Narodowość        | Rezultat | Uwagi |
| ---- | ------------------ | ----------------- | -------- | ----- |
| 1    | Patrick Sang       | Kenia             | 8:36,11  | Q     |
| 2    | Jens Volkmann      | RFN               | 8:36,37  | Q     |
| 3    | Hagen Melzer       | NRD               | 8:36,45  | Q     |
| 4    | Brian Abshire      | Stany Zjednoczone | 8:36,56  | Q     |
| 5    | William Van Dijck  | Belgia            | 8:36,80  | Q     |
| 6    | Bruno Le Stum      | Francja           | 8:36,95  | Q     |
| 7    | Féthi Baccouche    | Tunezja           | 8:38,67  | Q     |
| 8    | Roger Hackney      | Wielka Brytania   | 8:39,30  | q     |
| 9    | Brendan Quinn      | Irlandia          | 8:40,87  | q     |
| 10   | Mohammed al-Dosari | Arabia Saudyjska  | 8:45,24  | q     |
| 11   | Abdullah Al-Dosari | Bahrajn           | 9:10,75  |       |

### Półfinały
Rozegrano dwa biegi półfinałowe. Do finału awansowało po pięciu najlepszych zawodników z każdego biegu oraz trzech z najlepszymi czasami spośród pozostałych.

#### Bieg 1
| Poz. | Zawodnik          | Narodowość        | Rezultat | Uwagi |
| ---- | ----------------- | ----------------- | -------- | ----- |
| 1    | William Van Dijck | Belgia            | 8:15,53  | Q     |
| 2    | Peter Koech       | Kenia             | 8:15,68  | Q     |
| 3    | Hagen Melzer      | NRD               | 8:16,27  | Q     |
| 4    | Patrick Sang      | Kenia             | 8:16,70  | Q     |
| 5    | Francesco Panetta | Włochy            | 8:17,23  | Q     |
| 6    | Bogusław Mamiński | Polska            | 8:18,28  | q     |
| 7    | Henry Marsh       | Stany Zjednoczone | 8:18,94  | q     |
| 8    | Hans Koeleman     | Holandia          | 8:21,86  |       |
| 9    | Bruno Le Stum     | Francja           | 8:26,69  |       |
| 10   | Eddie Wedderburn  | Wielka Brytania   | 8:26,62  |       |
| 11   | Adauto Domingues  | Brazylia          | 8:35,05  |       |
| 12   | Hector Begeo      | Filipiny          | 8:35,09  |       |
| –    | Roger Hackney     | Wielka Brytania   | DNF      |       |

#### Bieg 2
| Poz. | Zawodnik                | Narodowość        | Rezultat | Uwagi |
| ---- | ----------------------- | ----------------- | -------- | ----- |
| 1    | Azzedine Brahmi         | Algieria          | 8:16,54  | Q     |
| 2    | Alessandro Lambruschini | Włochy            | 8:16,92  | Q     |
| 3    | Mark Rowland            | Wielka Brytania   | 8:18,31  | Q     |
| 4    | Julius Kariuki          | Kenia             | 8:18,53  | Q     |
| 5    | Raymond Pannier         | Francja           | 8:19,37  | Q     |
| 6    | Graeme Fell             | Kanada            | 8:19,99  | q     |
| 7    | Brian Diemer            | Stany Zjednoczone | 8:23,89  |       |
| 8    | Jens Volkmann           | RFN               | 8:25,19  |       |
| 9    | Brian Abshire           | Stany Zjednoczone | 8:27,78  |       |
| 10   | Féthi Baccouche         | Tunezja           | 8:31,36  |       |
| 11   | Brendan Quinn           | Irlandia          | 8:43,34  |       |
| 12   | Mohammed al-Dosari      | Arabia Saudyjska  | 8:44,22  |       |
| 13   | Ramón López             | Paragwaj          | 8:52,62  |       |

### Finał
| Poz. | Zawodnik                | Narodowość        | Rezultat | Uwagi |
| ---- | ----------------------- | ----------------- | -------- | ----- |
| 1    | Julius Kariuki          | Kenia             | 8:05,61  | [ 1 ] |
| 2    | Peter Koech             | Kenia             | 8:06,79  |       |
| 3    | Mark Rowland            | Wielka Brytania   | 8:07,96  | [ 3 ] |
| 4    | Alessandro Lambruschini | Włochy            | 8:12,17  |       |
| 5    | William Van Dijck       | Belgia            | 8:13,99  |       |
| 6    | Henry Marsh             | Stany Zjednoczone | 8:14,39  |       |
| 7    | Patrick Sang            | Kenia             | 8:15,22  |       |
| 8    | Bogusław Mamiński       | Polska            | 8:15,97  |       |
| 9    | Francesco Panetta       | Włochy            | 8:17,79  |       |
| 10   | Hagen Melzer            | NRD               | 8:19,82  |       |
| 11   | Graeme Fell             | Kanada            | 8:21,93  |       |
| 12   | Raymond Pannier         | Francja           | 8:23,80  |       |
| 13   | Azzedine Brahmi         | Algieria          | 8:26,68  |       |